# Australian Open 2007
Die 95. Australian Open fanden vom 15. bis zum 28. Januar 2007 in Melbourne statt.
Titelverteidiger im Einzel waren Roger Federer bei den Herren sowie Amélie Mauresmo bei den Damen. Es war das erste Mal in der Geschichte des Turniers, dass das so genannte Hawk-Eye angewandt wurde. Die Spieler haben damit die Möglichkeit, pro Satz eine begrenzte Anzahl von Linienentscheidungen mit dem elektronischen Auge überprüfen zu lassen.
Das Gesamtpreisgeld betrug 20 Millionen Australische Dollar; die Sieger im Einzel erhielten jeweils 1.281.000 Dollar.
Im Herreneinzel konnte Roger Federer seinen Titel ohne Satzverlust verteidigen. Im Dameneinzel gewann die ungesetzte Serena Williams. Das Herrendoppel konnten die Bryan-Brüder Bob und Mike für sich entscheiden, das Damendoppel gewannen Cara Black und Liezel Huber. Im Mixed-Finale setzten sich Daniel Nestor und Jelena Lichowzewa durch.

## Herreneinzel
Setzliste
| Nr. | Spieler           | Erreichte Runde |
| --- | ----------------- | --------------- |
| 01. | Roger Federer     | Sieg            |
| 02. | Rafael Nadal      | Viertelfinale   |
| 03. | Nikolai Dawydenko | Viertelfinale   |
| 04. | Ivan Ljubičić     | 1. Runde        |
| 05. | James Blake       | Achtelfinale    |
| 06. | Andy Roddick      | Halbfinale      |
| 07. | Tommy Robredo     | Viertelfinale   |
| 08. | David Nalbandian  | Achtelfinale    |
| 09. | Mario Ančić       | Achtelfinale    |
| 10. | Fernando González | Finale          |
| 11. | Marcos Baghdatis  | 2. Runde        |
| 12. | Tommy Haas        | Halbfinale      |
| 13. | Tomáš Berdych     | Achtelfinale    |
| 14. | Novak Đoković     | Achtelfinale    |
| 15. | Andy Murray       | Achtelfinale    |
| 16. | David Ferrer      | Achtelfinale    |

| Nr. | Spieler             | Erreichte Runde |
| --- | ------------------- | --------------- |
| 17. | Jarkko Nieminen     | 2. Runde        |
| 18. | Richard Gasquet     | Achtelfinale    |
| 19. | Lleyton Hewitt      | 3. Runde        |
| 20. | Radek Štěpánek      | 3. Runde        |
| 21. | Dmitri Tursunow     | 3. Runde        |
| 22. | Dominik Hrbatý      | 3. Runde        |
| 23. | Robin Söderling     | 1. Runde        |
| 24. | Juan Carlos Ferrero | 2. Runde        |
| 25. | Michail Juschny     | 3. Runde        |
| 26. | Marat Safin         | 3. Runde        |
| 27. | José Acasuso        | 1. Runde        |
| 28. | Sébastien Grosjean  | 3. Runde        |
| 29. | Xavier Malisse      | 1. Runde        |
| 30. | Agustín Calleri     | 1. Runde        |
| 31. | Stanislas Wawrinka  | 3. Runde        |
| 32. | Nicolás Almagro     | 1. Runde        |

## Dameneinzel
Setzliste
| Nr. | Spielerin           | Erreichte Runde |
| --- | ------------------- | --------------- |
| 01. | Marija Scharapowa   | Finale          |
| 02. | Amélie Mauresmo     | Achtelfinale    |
| 03. | Swetlana Kusnezowa  | Achtelfinale    |
| 04. | Kim Clijsters       | Halbfinale      |
| 05. | Nadja Petrowa       | 3. Runde        |
| 06. | Martina Hingis      | Viertelfinale   |
| 07. | Jelena Dementjewa   | Achtelfinale    |
| 08. | Patty Schnyder      | Achtelfinale    |
| 09. | Dinara Safina       | 3. Runde        |
| 10. | Nicole Vaidišová    | Halbfinale      |
| 11. | Jelena Janković     | Achtelfinale    |
| 12. | Anna Tschakwetadse  | Viertelfinale   |
| 13. | Ana Ivanović        | 3. Runde        |
| 14. | Francesca Schiavone | 2. Runde        |
| 15. | Daniela Hantuchová  | Achtelfinale    |
| 16. | Shahar Peer         | Viertelfinale   |

| Nr. | Spielerin               | Erreichte Runde |
| --- | ----------------------- | --------------- |
| 17. | Anna-Lena Grönefeld     | 2. Runde        |
| 18. | Marion Bartoli          | 2. Runde        |
| 19. | Li Na                   | Achtelfinale    |
| 20. | Tatiana Golovin         | 3. Runde        |
| 21. | Katarina Srebotnik      | 3. Runde        |
| 22. | Wera Swonarjowa         | Achtelfinale    |
| 23. | Ai Sugiyama             | 2. Runde        |
| 24. | Samantha Stosur         | 2. Runde        |
| 25. | Anabel Medina Garrigues | 1. Runde        |
| 26. | Marija Kirilenko        | 3. Runde        |
| 27. | Mara Santangelo         | 1. Runde        |
| 28. | Flavia Pennetta         | 1. Runde        |
| 29. | Aljona Bondarenko       | 3. Runde        |
| 30. | Tathiana Garbin         | 3. Runde        |
| 31. | Zheng Jie               | 1. Runde        |
| 32. | Eleni Daniilidou        | 1. Runde        |

## Herrendoppel
Setzliste
| Nr. | Paarung                              | Erreichte Runde |
| --- | ------------------------------------ | --------------- |
| 01. | Bob Bryan Mike Bryan                 | Sieg            |
| 02. | Jonas Björkman Maks Mirny            | Finale          |
| 03. | Mark Knowles Daniel Nestor           | Halbfinale      |
| 04. | Paul Hanley Kevin Ullyett            | Halbfinale      |
| 05. | Martin Damm Leander Paes             | Achtelfinale    |
| 06. | Fabrice Santoro Nenad Zimonjić       | Viertelfinale   |
| 07. | Jonathan Erlich Andy Ram             | Achtelfinale    |
| 08. | Mariusz Fyrstenberg Marcin Matkowski | 1. Runde        |

| Nr. | Paarung                            | Erreichte Runde |
| --- | ---------------------------------- | --------------- |
| 09. | Lukáš Dlouhý Pavel Vízner          | 2. Runde        |
| 10. | Julian Knowle Jürgen Melzer        | Achtelfinale    |
| 11. | Simon Aspelin Chris Haggard        | 2. Runde        |
| 12. | František Čermák Jaroslav Levinský | Achtelfinale    |
| 13. | Wesley Moodie Todd Perry           | Achtelfinale    |
| 14. | Leoš Friedl Michael Kohlmann       | 1. Runde        |
| 15. | Ashley Fisher Tripp Phillips       | 2. Runde        |
| 16. | Arnaud Clément Michaël Llodra      | 1. Runde        |

## Damendoppel
Setzliste
| Nr. | Paarung                                 | Erreichte Runde |
| --- | --------------------------------------- | --------------- |
| 01. | Lisa Raymond Samantha Stosur            | Halbfinale      |
| 02. | Yan Zi Zheng Jie                        | Halbfinale      |
| 03. | Cara Black Liezel Huber                 | Sieg            |
| 04. | Virginia Ruano Pascual Paola Suárez     | 1. Runde        |
| 05. | Dinara Safina Katarina Srebotnik        | Achtelfinale    |
| 06. | Daniela Hantuchová Ai Sugiyama          | Viertelfinale   |
| 07. | Anna-Lena Grönefeld Meghann Shaughnessy | Viertelfinale   |
| 08. | Nathalie Dechy Wera Swonarjowa          | Achtelfinale    |

| Nr. | Paarung                             | Erreichte Runde |
| --- | ----------------------------------- | --------------- |
| 09. | Corina Morariu Rennae Stubbs        | 1. Runde        |
| 10. | Anabel Medina Garrigues Sania Mirza | Achtelfinale    |
| 11. | Marion Bartoli Shahar Peer          | 1. Runde        |
| 12. | Maria Elena Camerin Gisela Dulko    | Achtelfinale    |
| 13. | Jelena Lichowzewa Jelena Wesnina    | 1. Runde        |
| 14. | Jelena Dementjewa Flavia Pennetta   | Achtelfinale    |
| 15. | Janette Husárová Jelena Janković    | 1. Runde        |
| 16. | Eleni Daniilidou Jasmin Wöhr        | Achtelfinale    |

## Mixed
Setzliste
| Nr. | Paarung                            | Erreichte Runde |
| --- | ---------------------------------- | --------------- |
| 01. | Bob Bryan Lisa Raymond             | Viertelfinale   |
| 02. | Mark Knowles Rennae Stubbs         | Achtelfinale    |
| 03. | Leander Paes Samantha Stosur       | Viertelfinale   |
| 04. | Jonas Björkman Francesca Schiavone | Halbfinale      |

| Nr. | Paarung                         | Erreichte Runde |
| --- | ------------------------------- | --------------- |
| 05. | Todd Perry Yan Zi               | Achtelfinale    |
| 06. | Marcin Matkowski Cara Black     | 1. Runde        |
| 07. | Kevin Ullyett Liezel Huber      | Halbfinale      |
| 08. | Martin Damm Meghann Shaughnessy | 1. Runde        |

## Junioreneinzel
Setzliste
| Nr. | Spieler                 | Erreichte Runde |
| --- | ----------------------- | --------------- |
| 01. | Martin Kližan           | Achtelfinale    |
| 02. | Jonathan Eysseric       | Finale          |
| 03. | Roman Jebavý            | Viertelfinale   |
| 04. | Petru-Alexandru Luncanu | Achtelfinale    |
| 05. | Greg Jones              | Viertelfinale   |
| 06. | Jose-Roberto Velasco    | 1. Runde        |
| 07. | Danila Arsenov          | 1. Runde        |
| 08. | Thomas Fabbiano         | Halbfinale      |

| Nr. | Spieler                | Erreichte Runde |
| --- | ---------------------- | --------------- |
| 09. | Matteo Trevisan        | Achtelfinale    |
| 10. | Ričardas Berankis      | Halbfinale      |
| 11. | Michal Konečný         | Achtelfinale    |
| 12. | Bai Yan                | Viertelfinale   |
| 13. | Daniel-Alejandro Lopez | Achtelfinale    |
| 14. | Lofo Ramiaramanana     | 2. Runde        |
| 15. | Gastão Elias           | 2. Runde        |
| 16. | Andrej Martin          | 2. Runde        |

## Juniorinneneinzel
Setzliste
| Nr. | Spielerin                    | Erreichte Runde |
| --- | ---------------------------- | --------------- |
| 01. | Anastassija Pawljutschenkowa | Sieg            |
| 02. | Chan Yung-jan                | 2. Runde        |
| 03. | Ksenija Mileuskaja           | Halbfinale      |
| 04. | Ayumi Morita                 | 2. Runde        |
| 05. | Tamira Paszek                | Achtelfinale    |
| 06. | Alizé Cornet                 | Halbfinale      |
| 07. | Sharon Fichman               | 1. Runde        |
| 08. | Jewgenija Rodina             | Viertelfinale   |

| Nr. | Spielerin            | Erreichte Runde |
| --- | -------------------- | --------------- |
| 09. | Julia Cohen          | 2. Runde        |
| 10. | Kristina Antoniychuk | Achtelfinale    |
| 11. | Urszula Radwańska    | Viertelfinale   |
| 12. | Nikola Hofmanova     | Viertelfinale   |
| 13. | Kateřina Vaňková     | 1. Runde        |
| 14. | Reka Zsilinszka      | Achtelfinale    |
| 15. | Kristína Kučová      | Achtelfinale    |
| 16. | Madison Brengle      | Finale          |

## Juniorendoppel
Setzliste
| Nr. | Paarung                                          | Erreichte Runde |
| --- | ------------------------------------------------ | --------------- |
| 01. | Roman Jebavý Martin Kližan                       | Viertelfinale   |
| 02. | Thomas Fabbiano Petru-Alexandru Luncanu          | Achtelfinale    |
| 03. |                                                  | Rückzug         |
| 04. | Daniel-Alejandro Lopez Cassaccia Matteo Trevisan | 1. Runde        |

| Nr. | Paarung                               | Erreichte Runde |
| --- | ------------------------------------- | --------------- |
| 05. | Michal Konečný Andrej Martin          | 1. Runde        |
| 06. | Ričardas Berankis Christopher Rungkat | Achtelfinale    |
| 07. | Johnny Hamui Dennis Lajola            | Viertelfinale   |
| 08. | Stephen Donald Rupesh Roy             | Finale          |

## Juniorinnendoppel
Setzliste
| Nr. | Paarung                          | Erreichte Runde |
| --- | -------------------------------- | --------------- |
| 01. | Julia Cohen Urszula Radwańska    | Finale          |
| 02. | Sharon Fichman Kateřina Vaňková  | Viertelfinale   |
| 03. | Nikola Hofmanova Reka Zsilinszka | 1. Runde        |
| 04. | Alizé Cornet Tamira Paszek       | Achtelfinale    |

| Nr. | Paarung                               | Erreichte Runde |
| --- | ------------------------------------- | --------------- |
| 05. | Kristina Antoniychuk Alexandra Panowa | Achtelfinale    |
| 06. | Klaudia Boczová Kristína Kučová       | Halbfinale      |
| 07. | Xenija Lykina Ksenija Mileuskaja      | Viertelfinale   |
| 08. | Madison Brengle Kimberly Couts        | Viertelfinale   |

## Herreneinzel-Rollstuhl
Setzliste
| Nr. | Spieler           | Erreichte Runde |
| --- | ----------------- | --------------- |
| 01. | Robin Ammerlaan   | Halbfinale      |
| 02. | Shingo Kunieda    | Sieg            |
| 03. | Michaël Jeremiasz | Finale          |
| 04. | Satoshi Saida     | Halbfinale      |

| Nr. | Spieler              | Erreichte Runde |
| --- | -------------------- | --------------- |
| 05. | Tadeusz Kruszelnicki | Viertelfinale   |
| 06. | Ronald Vink          | Viertelfinale   |
| 07. | Martin Legner        | Viertelfinale   |
| 08. | Maikel Scheffers     | Viertelfinale   |

## Herrendoppel-Rollstuhl
Setzliste
| Nr. | Paarung                           | Erreichte Runde |
| --- | --------------------------------- | --------------- |
| 01. | Robin Ammerlaan Shingo Kunieda    | Sieg            |
| 02. | Stéphane Houdet Michaël Jeremiasz | Halbfinale      |

## Damendoppel-Rollstuhl
Setzliste
| Nr. | Paarung                        | Erreichte Runde |
| --- | ------------------------------ | --------------- |
| 01. | Jiske Griffioen Esther Vergeer | Sieg            |
| 02. | Yuka Chokyu Sharon Walraven    | Halbfinale      |